# Ervin Hoffmann
Ervin Hoffmann är en ungersk kanotist.
Han tog bland annat VM-silver i C-1 200 meter i samband med sprintvärldsmästerskapen i kanotsport 1994 i Mexico City.